# Celleporaria imberbis
Celleporaria imberbis är en mossdjursart som beskrevs av Tilbrook 2006. Celleporaria imberbis ingår i släktet Celleporaria och familjen Lepraliellidae. Inga underarter finns listade i Catalogue of Life.